# Takiyatou Yaya
Takiyatou Yaya, née le 3 avril 2000, est une footballeuse togolaise évoluant au poste de milieu de terrain.  Elle joue pour le club saoudien Al-Hmmah et l' équipe nationale féminine du Togo.

## Biographie
Takiyatou Yaya naît le 3 avril 2000,.

### Carrière

#### En club
Formée à l'académie Swallows au Togo, elle est transférée dans le club  de la première division turque Yabancilar Pazarispor à İlkadım,,,.

#### En sélection
Elle rejoint la catégorie séniore de l'équipe togolaise lors des qualifications pour la Coupe d'Afrique des Nations féminine 2022. En  février 2025, elle est convoquée pour les éliminatoires de la CAN 2026 notamment face à Djibouti.